# European Satellite Services Provider
Pour les articles homonymes, voir ESSP.
European Satellite Services Provider (ESSP) est une société qui a pour mission de fournir le Service de Navigation EGNOS : mise à disposition du service « Sécurité de Vie » (« Safety of Life ») conforme aux standards ICAO et aux pratiques recommandées dans toute la région de la Conférence européenne de l'aviation civile (ECAC) et le service EDAS, incluant les opérations et la gestion technique d’EGNOS.

## Historique
La société a été créée le 4 avril 2001, puis transformée en une nouvelle Société par actions simplifiée - ESSP SAS en 2008 et elle est basée à Toulouse en France. Le Département SPU (Service Provision Unit – Interface utilisateurs) est situé à Torrejón de Ardoz, dans la banlieue de Madrid.
Le 12 juillet 2010, elle reçoit un certificat de la DGAC en tant que fournisseur de service de navigation aérienne (ANSP).

## Actionnaires
Les actionnaires de la société sont essentiellement des fournisseurs de Services de Navigation Aérienne européens :
- ENAIRE (plus connu sous son ancien nom AENA) - Espagne
- DFS - Allemagne
- DSNA - France
- ENAV - Italie
- NATS - Grande-Bretagne
- NAV (pt) - Portugal
- Skyguide - Suisse

## Mission
La mission de l’ESSP se développe autour de trois axes :
1. Fourniture du système EGNOS à un niveau de performance conforme aux exigences des utilisateurs grâce à des systèmes d’opérations et de maintenance performants et de ses actifs.
2. Soutien de l’adoption d’EGNOS par l’Aviation Européenne grâce à l’évolution et le développement de l’infrastructure d’EGNOS ou en soutenant, le cas échéant, d’autres catégories d’usagers.
3. Promouvoir et mettre en place des solutions rentables pour EGNOS à chaque fois que l’expertise de la société pourra apporter des synergies à l’Union Européenne et au futur système Galiléo.

La société cherche à se diversifier dans différents domaines. Son expertise de fournisseur de navigation aérienne profitera à de nouveaux clients et utilisateurs de tous secteurs qui l’exigeront :
- Opérer et fournir d’autres services critiques à un niveau européen
- Conseiller et aider ses utilisateurs et clients pour leur permettre la totale exploitation de ces services
- D’améliorer le niveau actuel de service délivrés pour d’autres Services de Navigation